# کمیته المپیک بلژیک
کمیته المپیک بلژیک (فرانسوی: Comité Olympique et Interfédérale Belge‎) یک سازمان ورزشی است که نماینده کشور بلژیک در کمیته بین‌المللی المپیک می‌باشد.
این سازمان که در سال ۱۹۰۶ تأسیس شده مسئول آماده‌سازی و اعزام ورزشکاران به بازی‌های المپیک، بازی‌های المپیک جوانان و بازی‌های اروپایی است.